# Швеция и НАТО
Двусторонние отношения НАТО с Королевством Швеция заключаются в совместных усилиях по построению мира и мировой безопасности, обеспечении оперативной совместимости, поддержании способности вооружённых сил Швеции сотрудничать с силами НАТО и других стран-партнёров в многонациональных операциях по поддержанию мира.
Швеция вступила в НАТО 7 марта 2024 года.

## История
Швеция присоединилась к программе «Партнёрство во имя мира» 9 мая 1994 года. Целью программы было укрепление доверия между НАТО и другими государствами Европы и бывшего Советского Союза, а также улучшение сотрудничества стран-партнёров с НАТО. В 1997 году Швеция стала членом Совета евро-атлантического партнёрства, форума для политического диалога, дополняющего практическое сотрудничество в рамках программы «Партнёрство во имя мира».
В 1990-е годы вооружённые силы Швеции расширили свои возможности для работы с НАТО, приняв стандарты НАТО, в том числе английский язык — официальный язык НАТО.
Швеция принимала участие в силах НАТО по поддержанию мира в Боснии и Герцеговине (IFOR, с 1996 года — SFOR), предоставляет военнослужащих для военного контингента НАТО в Косово (KFOR). Существовал шведский военный контингент в Афганистане в составе сил ISAF и сменившей их операции «Решительная поддержка». Швеция участвовала в операции НАТО в Ливии и против «Исламского государства» в Ираке.
В 2013 году Швеция присоединилась к Силам быстрого реагирования НАТО.
Швеция стала партнёром Программы расширенных возможностей НАТО, запущенной в ответ на аннексию Крыма Россией в 2014 году.
После вторжения России на Украину 24 февраля 2022 года Швеция и Финляндия активизировали своё сотрудничество с НАТО. 18 мая Швеция и Финляндия официально подали заявку на вступление, а 5 июля подписан протокол о вступлении этих стран в альянс. Чтобы Швеция стала членом Североатлантического блока, все страны — члены организации должны были ратифицировать протокол о вступлении королевства и уведомить об этом правительство США, являющиеся депозитарием Вашингтонского договора 1949 года о создании НАТО. Последняя ратификация — со стороны парламента Венгрии — состоялась 26 февраля 2024 года. 5 марта 2024 года новоизбранный Президент Венгрии Тамаш Шуйок подписал заявку Швеции на вступление в НАТО.
7 марта 2024 года Швеция вступила в НАТО, а 11 марта перед штаб-квартирой НАТО в Брюсселе подняли государственный флаг Швеции.

## Процесс ратификации
| №  | Государство-член НАТО | Дата вступления в силу ратификации |
| -- | --------------------- | ---------------------------------- |
| 1  | Албания               | 11 августа 2022                    |
| 2  | Бельгия               | 11 августа 2022                    |
| 3  | Болгария              | 9 августа 2022                     |
| 4  | Великобритания        | 8 июля 2022                        |
| 5  | Венгрия               | 7 марта 2024                       |
| 6  | Германия              | 20 июля 2022                       |
| 7  | Греция                | 14 октября 2022                    |
| 8  | Дания                 | 5 июля 2022                        |
| 9  | Исландия              | 6 июля 2022                        |
| 10 | Испания               | 6 октября 2022                     |
| 11 | Италия                | 17 августа 2022                    |
| 12 | Канада                | 5 июля 2022                        |
| 13 | Латвия                | 22 июля 2022                       |
| 14 | Литва                 | 4 августа 2022                     |
| 15 | Люксембург            | 9 августа 2022                     |
| 16 | Нидерланды            | 20 июля 2022                       |
| 17 | Норвегия              | 7 июля 2022                        |
| 18 | Польша                | 3 августа 2022                     |
| 19 | Португалия            | 11 октября 2022                    |
| 20 | Румыния               | 22 августа 2022                    |
| 21 | Северная Македония    | 22 августа 2022                    |
| 22 | Словакия              | 4 октября 2022                     |
| 23 | Словения              | 24 августа 2022                    |
| 24 | США                   | 18 августа 2022                    |
| 25 | Турция                | 26 января 2024                     |
| 26 | Финляндия             | 4 апреля 2023                      |
| 27 | Франция               | 16 августа 2022                    |
| 28 | Хорватия              | 25 августа 2022                    |
| 29 | Черногория            | 13 сентября 2022                   |
| 30 | Чехия                 | 19 сентября 2022                   |
| 31 | Эстония               | 22 июля 2022                       |